# Dialyzační roztok
Dialyzační roztok je vodný roztok promývající dialyzační přístroj. Jeho složení je obvykle jemně upravováno i během dialýzy podle aktuálního stavu pacienta.

## Voda pro dialyzační roztoky
Voda pro dialyzační roztoky musí být velmi čistá, s minimem příměsí cizorodých látek chemické nebo dokonce biologické povahy. Čištění
se provádí několika způsoby:
- pomocí aktivního uhlí
- reverzní osmózou
- pomocí iontoměničů (deineralizace)
- destilací
- sterilizace UV zářením

## Složení dialyzačního roztoku
V dialyzačním roztoku jsou obvykle rozpuštěny následující látky:
- sodík (natrium) 135-155 mmol/l
- draslík (kalium) 2-4 mmol/l
- vápník (kalcium) 1-1,75 mmol/l (ionizovaný)
- hořčík (magnesium) – 0,75 mmol/l
- chlor 110 mmol/l
- hydrogenuhličitanový aniont (bikarbonát) 32-40 mmol/l
- glukóza dle potřeby

Typický dialyzační roztok obsahuje sodík v koncentraci 140 mmol/l, zdrojem zásad je bikarbonát. Při této hodnotě je nejnižší výskyt hypotenzích příhod. Většina dialyzačních přístrojů umožňuje během dialýzy měnit koncentraci sodíku.
Jako prevence hypotenzních komplikací se používá modelování (modelování ve smyslu tvarování) koncentrace sodíku v dialyzačním roztoku, nejužívanějším postupem je sestupná změna koncentrací sodíku. Začíná se s koncentrací sodíku 150 mmol/l a plynule se klesá až na koncentraci 135 mmol/l. Některé přístroje umožňují tzv. rumplování se sodíkem, kdy se střídají vysoké koncentrace sodíku s nízkými. Smyslem těchto změn by mělo být odstranit přebytečnou vodu nejen z krevního oběhu, ale i z mezibuněčných prostorů. Výsledky těchto metod však nesplnily očekávání, protože někteří pacienti si stěžují na velkou žízeň po dialýze a většími mezidialyzačními přírůstky vody v těle.
Současný trend je používat nízkokalciové roztoky, důvodem změny byl poměrně častý výskyt škodlivých epizod hyperkalcemie bezprostředně po dialýze. Případné nízké hladiny kalcia v krvi lze doplnit perorálními kalciovými tabletami, popř. s kalcitriolem. Hladinu vápníku v krvi je třeba alespoň jednou za měsíc kontrolovat.
Doplnění vápníku tabletami výhodu i v tom, že v zažívacím traktu vápník reaguje s fosfáty na nevstřebatelný fosforečnan vápenatý a tím částečně zbavuje organizmus přebytečného fosforu.
Dnešním trendem je individualizovat dialyzační roztok dle aktuálního stavu pacienta a jeho stravovacích návyků. Např. v létě a na podzim má mnoho pacientů má sklon k hyperkalemii, protože jedí hodně ovoce a zeleniny s vysokým obsahem draslíku. Proto je vhodnější v tomto případě u vybraných jedinců použít roztok s nízkou koncentrací draslíku (2 mmol/l). U pacientů s částečně zachovalou funkcí ledvin (kteří mohou tvořit alespoň nějaké množství moči – mají zbytkovou diurézu) je možné užívat vyšších koncentrací (4 mmol/l).
V pravidelných 2 týdenních intervalech se provádí dezinfekce potrubí, která přivádí upravenou vodu k dialyzačním přístrojům. Přestupu infekčních agens brání i dialyzační membrána, která je nepropustná i pro viry. Pokud se však používají k dialýze dialyzátory s vysokopropustnými membránami, zpřísňují se i kritéria pro maximální možnou koncentraci bakterií a toxinů ve vodě. Současná norma se řídí evropským standardem popsaným v European Pharmacopia standard, maximální možná koncentrace je 100 CFU/ml (bakteriálních kolonii/ml).

## Komplikace z nevhodného složení
Pokud by se použil roztok znečištěný některými látkami, mohly by nastat následující komplikace:
- postižení centrálního nervového systému – v minulosti obsahovaly dialyzační roztoky Al(OH)3, o kterém se ukázalo, že po dlouhodobém podání do krve vede ke vzniku degenerativních onemocnění CNS
- postižení kostí – přítomnost hliníku narušovala přestavku kosti, dialýza může vést ke ztrátám vápníku a zejména vitaminu D
- hemolýza – měď, chloramin
- infekce
- systémová zánětlivá reakce – to oběhu se mohou dostat látky, které sice nejsou samy o sobě infěkční, ale mohou aktivovat imunitní systém (toxiny, pyrogeny)